# Vincenzo Maculani

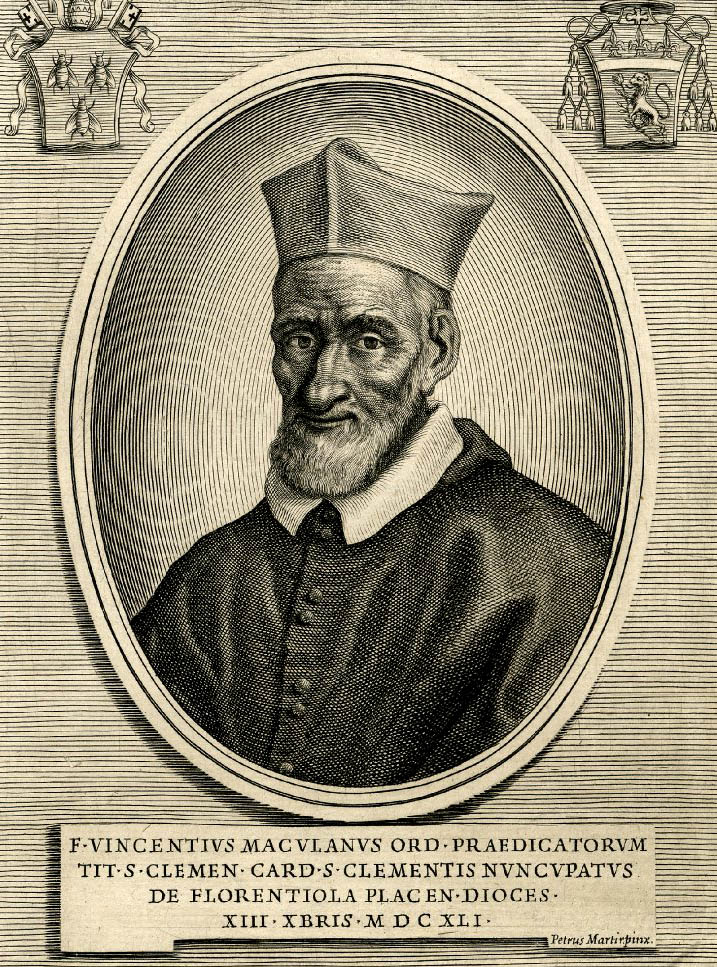
Vincenzo Kardinal Maculani (Stich von Giuseppe Testana nach Pietro Martire Neri, 1660)

Vincenzo Maculani, OP (* 11. September 1578 in Fiorenzuola d’Arda bei Piacenza; † 16. Februar 1667 in Rom), auch Fra Fiorenzuola, Vincenzo Maculano oder Gaspare Maculano genannt, war ein italienischer Priester. Er war unter anderem Kardinal der katholischen Kirche.

## Leben
Maculani war Sohn eines Maurers. Er trat 1594 zunächst in den Dominikanerkonvent von Pavia ein. In Genua und Gavi wirkte er als Militärbaumeister. Er schloss sein Studium an der Universität Bologna ab und wurde Dozent für Theologie, Geometrie und Architektur. 1627 war er Inquisitor in Padua, dann im selben Jahr und bis 1629 in Genua. Papst Urban VIII. berief Pater Vincenzo nach Rom und ernannte ihn zum Generalprokurator seines Ordens. Später war er Vikar des Generalmeisters der Dominikaner während eines Besuchs des Generalmeisters in Frankreich. Maculani war Mitglied der Kurie. Er war Beamter des Heiligen Officiums. Als Generalkommissar nahm er am Prozess gegen Galileo Galilei teil. Maculani übermittelte Papst Urban VIII. und den Kardinälen am 27. April 1633 persönlich den Bericht über die Erste Prüfung. Maculani leitete auch die Dritte Prüfung am 10. Mai 1633. Urban VIII. ordnete eine vierte Prüfung an, um Galileos Absicht bei der Veröffentlichung seines Dialogs zu untersuchen, wobei Maculani ausdrücklich dazu ermächtigt wurde, mit Folter zu drohen. Obwohl Maculani im Allgemeinen kalt und gleichgültig war, entschied er, dass Galilei zu alt und zu krank war, um Folter zu erleiden. 1639 wurde Vincenzo Maculani vom Pontifex zum Magister sacri palatii, also zum Meister des Apostolischen Palastes ernannt, und am 10. oder 16. Dezember 1641 zur Kardinalswürde erhoben. Als Kardinalpriester wurde ihm am 10. Februar 1642 die Titelkirche San Clemente zugewiesen. Am 13. Januar 1642 wurde er zum Erzbischof von Benevent gewählt und am 19. Januar desselben Jahres von Kardinal Antonio Barberini zum Bischof geweiht. Mitkonsekratoren waren Faustus Poli, Titularerzbischof von Amasea, und Gennaro Filomarino, Bischof von Calvi Risorta. Er verzichtete vor dem 18. Mai 1643 auf die Erzdiözese.
Kardinal Maculani starb 1667 und liegt heute in der Kirche Santa Sabina in Rom begraben.